# 波士頓科納 (印第安納州)
波士頓科納（英語：Boston Corner）是位於美國印地安納州艾倫縣的一個非建制地區。該地的面積和人口皆未知。

## 地理
波士頓科納的座標為40°56′54″N 84°54′01″W / 40.94833°N 84.90028°W，而該地的平均海拔高度為246米（即807英尺）。